# Cephalophus leucogaster
Céphalophe à ventre blanc
Espèce
Statut de conservation UICN

 NT  : Quasi menacé
Le Céphalophe à ventre blanc (Cephalophus leucogaster) est un mammifère appartenant à la famille des Bovidae.

## Répartition et habitat
Cette espèce est présente au Cameroun, en Guinée équatoriale, au Gabon, en République centrafricaine, en République du Congo et en RD Congo. Il vit dans la forêt tropicale humide de basse altitude et dans la forêt secondaire. Il est totalement absent des forêts marécageuses.